# Краткокљуна гуска
Краткокљуна гуска (лат. Anser brachyrhynchus) је гуска која се пари на источном Гренланду, Исланду и Свалбарду. Миграторна је и презимљује у северозападној Европи нарочито у Ирској, Великој Британији, Холандији и западној Данској. Латински назив Brachyrhynchus долази од грчких речи brakhus („кратак”) и rhunkhos („кљун”).
У питању је гуска средње величине, дужине 60–75 cm, распон крила 135–170 cm и масе 1,8–3,4 kg. Има кратак кљун по средини светло ружичаст а црн у основи и на врху. Тело је сиво-браон, глава и врат тамнобраон и реп сиве боје са широким белим врхом. Најближи рођак ове гуске је Anser fabalis (једно време се сматрало да је у питању подврста наведене гуске) имају сличне обрасце боја али кљун и ноге су им различите боје. Прави јако пискаво гакање нарочито гласно у лету.

## Популација
Постоје две велике одвојене популације Краткокљуних гуски. Популација са Гренланда и Исланда презимљује у Великој Британији, док популација са Свалбарда већином презимљује у Холандији и Данској, мањи број презимљује у Норвешкој, северној Немачкој и Белгији.
У последњих 50 година популација Краткокљуних гуски је драстично порасла угавном као последица забране лова. Број гуски које презимљују у Ирској и Великој Британији се готово удесетостручио са 30.000 1950 године на 292.000 октобра 2004. У Великој Британији главна подручја на којима гуске презимљују су Норфок, Ланкашир, и Абендиншер.

## Екологија
Гнезде се на литицама близу глечера превасходно као заштита од грабљивица (Арктичка лисица) такође се гнезде и на језерима. У гнезда полажу 3-6 јаја у мају и леже на јајима 26-27 дана. После излегања младунчад заједно са својим родитељима одлазе до најближег језера где добијају перје (око 56 дана). Сеоба на југ је од средине септембра до почетка октобра, док сеоба на север од средине априла до почетка маја.
Исхрана им је готово у потпуности биљна. Лети се хране широким спектром биљака које се могу наћи у тундрама. Зими се хране усевима уљане репице, шећерне репе и кромпира, штета на усевима може бити велика мада то није увек случај нпр. купећи лишће и корење остало после жетве смањују могућност преношења болести од којих ти конкретни усеви оболевају.